# Deathray
Deathray – amerykański zespół pochodzący z Sacramento, Kalifornia grający muzykę rockową. Został założony w 1998 roku przez byłych członków zespołu Cake : Victora Damianiego. Członkiem zespołu był również Dana Gumbiner, poprzednio współzałożyciel zespołu grającego indie rock, również pochodzącego z Sacramento, "Little Guilt Shrine".
Po opuszczeniu Cake, Brown i Damiani spotkali Gumbinera, który grał w lokalnych klubach pod różnymi imionami. Razem z perkusistą Jamesem Neilem i keyboardzistą Maxem Hartem utworzyli zespół Deathray. Wydali niezależnie swoją pierwszą EP-kę, która została ciepło przyjęta przez krytyków i sprzedana w ilości 3000 egzemplarzy. Zespół został nagrodzony kontraktem z Capricorn Records.
Pierwszy album o nazwie "Deathray" został wydany w roku 2000 za pośrednictwem Capricorn Records. Producentem był Eric Valentine. Album okazał się porażką. Dodatkowo w międzyczasie Capricorn upadło i zespół wyruszył w trasę koncertową po całym świecie. Zerwano kontrakt z wytwórnią tuż przed jej upadkiem i postanowiono, że wszystkie następne płyty zespół będzie wydawał za pośrednictwem swojej prywatnej wytwórni – Doppler Records.
W 2001 roku Hart opuścił zespół i wyruszył do Los Angeles, by tam założyć swój własny zespół pod nazwą The High Speed Scene. Niedługo po nim zespół opuścił Neil, zaś po wydaniu przez zespół Cake albumu Comfort Eagle, Todd Roper opuścił zespół i dołączył jako nowy gitarzysta do Deathraya.
1 lipca 2007 roku zespół został rozwiązany z niewyjaśnionych przyczyn.

## Skład

### Członkowie (do2007)
- Dana Gumbiner – wokal, autor tekstów, gitara
- Greg Brown – gitara, autor tekstów
- Victor Damiani – gitara, gitara basowa
- Todd Roper (2001 – 2007) – perkusja

### Byli członkowie
- James Neil (1998 – 2001) – perkusja
- Max Hart (1998 – 2001) – keyboard

## Dyskografia
- "Deathray" (2000)
- "Believe Me" (2005)

### Deathray
Debiutancki longplay zespołu wydany w roku 2000. Został źle przyjęty przez krytyków i sprzedał się w małym nakładzie. Producentem był Eric Valentine. Styl prezentowany na albumie określany jest jako pop, pop rock lub indie rock. Piosenki z albumu rzadko były nadawane w radiu i nie odniosły większego sukcesu komercyjnego.

### Believe Me
Album wydany w roku 2005, którego producentem znowu jest Eric Valentine. Pomimo tego, że album był ponownie krytykowany, odniósł spory sukces komercyjny.

## Występy w mediach
- Piosenki "I Wanna Lose Control" i "Wild as I Wanna Be" pojawiły się w filmie "Sezon na misia".